# Norio Sasaki
Norio Sasaki (佐々木 則夫, 24 de maig de 1958) és un exfutbolista i entrenador japonès. Va dirigir la selecció femenina de futbol del Japó (2008-2016).